# Académie Ignatianum de Cracovie
L’Académie Ignatianum de  Cracovie naguère École supérieure de philosophie et de pédagogie Ignatianum de Cracovie (en abrégé « Ignatianum »)  (en polonais Akademia Ignatianum w Krakowie, auparavant Wyższa Szkoła Filozoficzno-Pedagogiczna Ignatianum w Krakowie) est un établissement d’enseignement supérieur catholique polonais relevant des Jésuites et reconnu par l’État.
Il est composé de deux facultés: de philosophie et de pédagogie, qui sont homologuées pour la délivrance des titres et grades universitaires jusqu’au doctorat. La situation juridique de l’ "Ignatianum" est réglée par l’accord signé entre le gouvernement polonais et la conférence épiscopale polonaise le 1er juillet 1999 .
Le nom latin abrégé de l'établissement - "Ignatianum" - introduit au début des années 1990, fait référence au cinquième centenaire de la naissance de saint Ignace de Loyola (1491 - 1991), fondateur de l'Ordre religieux, et aux quatre cent cinquante ans de la Compagnie de Jésus (1540-1990).
Le centre cracovien d'enseignement et de recherche pour les prêtres jésuites a commencé à fonctionner dès la fin du XIXe siècle. Il a reçu le droit de délivrer le grade académique de licencié en philosophie par une lettre de la Congrégation romaine des séminaires et universités, adressée au Supérieur général de la Compagnie de Jésus, le 8 septembre 1932 .